# Іберійка парасолькова
Іберійка парасолькова, іберійка зонтична, іберис окружковий, стрічковець кружалистий (Iberis umbellata L.)  — рослина з роду іберійка (Iberis) родини капустяні.

## Етимологія
лат. Iberis — давня назва Іспанії, лат. umbellata — «парасолька».

## Середовище проживання
Росте на сухих кам'янистих схилах, в кущистих районах, на вирубках, переважно на вапняних ґрунтах, на висоті 0–1600 метрів над рівнем моря. Цей вид є природним для Середземноморського регіону. Він присутній у більшості країн Європи, особливо на узбережжі, від Іспанії до Греції, заселений в Північну Америку.

## Опис
Це однорічна рослина, що зводить кущ. Ця рослина досягає у висоту 30–50 сантиметрів. Листки лінійно-ланцетні, зелені, 15–25 мм завдовжки. Квітки знаходяться в парасольковидих волотях. Наприкінці весни і влітку (з травня по червень) з'являються дрібні квіти рожево-лілового, бузкового, рожевого, фіолетового, малинового або білого кольорів. Квітки гермафродити, їх запилюються бджоли і метелики. Плодом є стручок 7–10 міліметрів завдовжки.

## Галерея

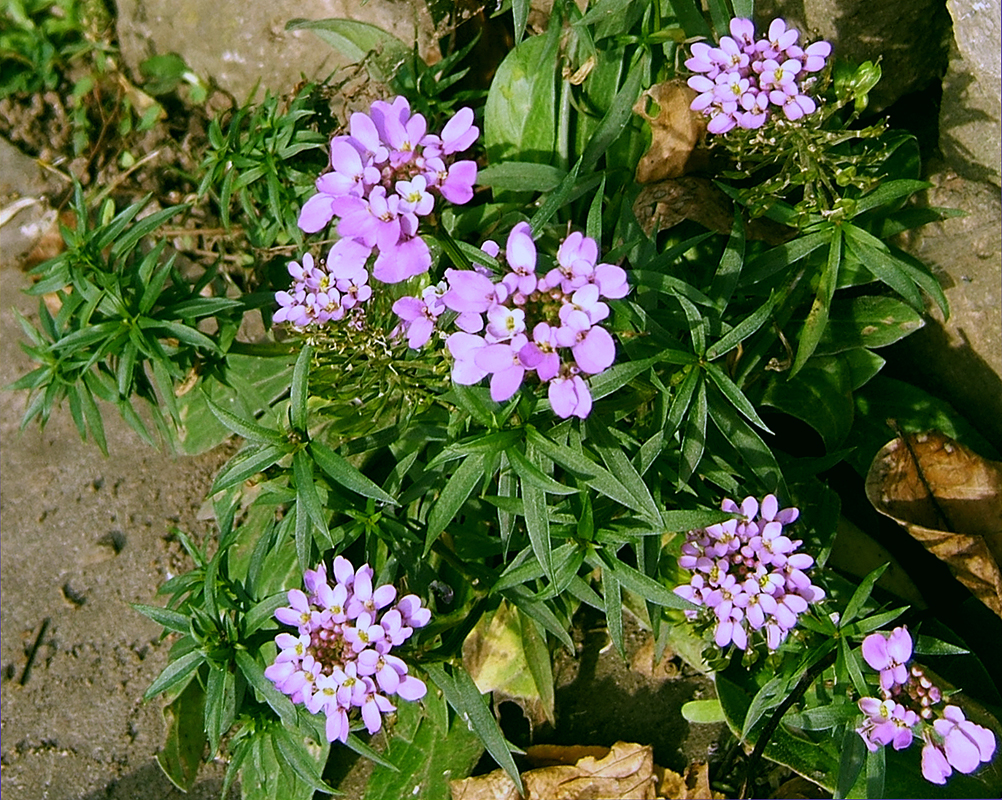
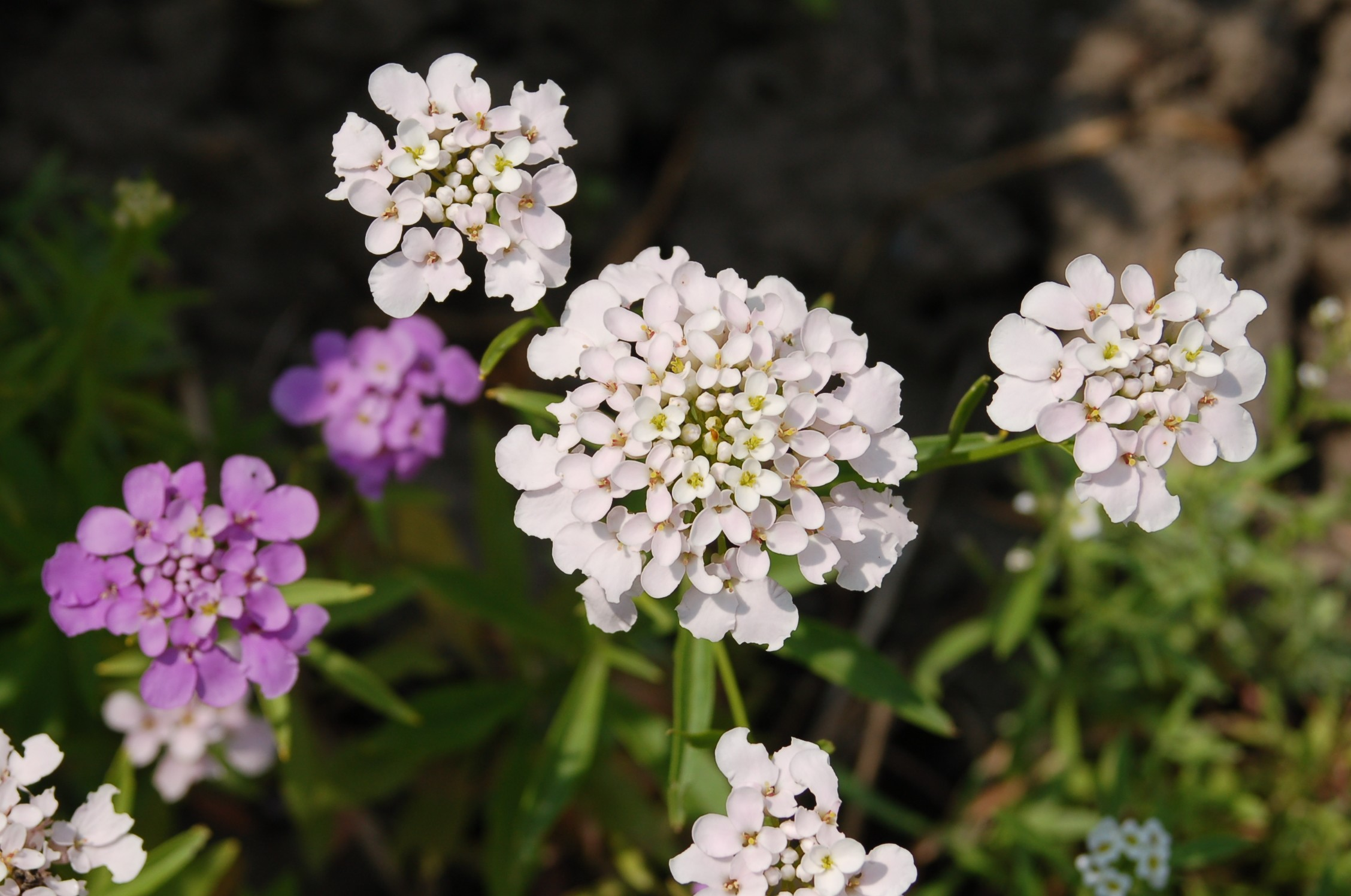
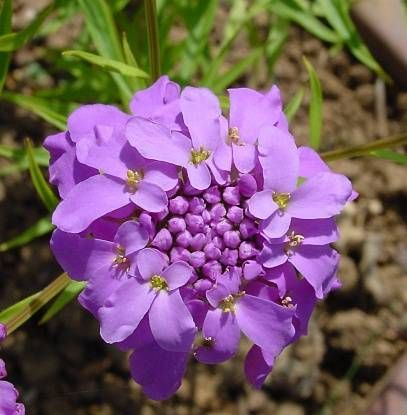